# They Might Be Giants
A They Might Be Giants (jelentése nagyjából: "Óriások lehetnek", rövidítve TMBG) amerikai rockegyüttes. Tagjai: John Flansburgh, John Linnell, Dan Miller, Danny Weinkauf és Marty Beller.
1982-ben alakultak meg Brooklynban. Főleg alternatív rockot játszanak, de jelen vannak az indie rock, az experimental rock műfajokban is, illetve gyerekeknek szóló zenét is játszanak. A TMBG dalaira nagy mértékben jellemző a humor is.
Eredeti dalaik gyakran tartalmaztak trágár kifejezéseket. A mai dalaik ritkábban tartalmazzák őket.
Ismertebb dalaik: Istanbul, Birdhouse in your Soul, Particle Man.
Eredetileg "El Grupo de Rock & Roll" volt a nevük, ezt They Might Be Giants-re változtatták. Ez egy 1971-es film címe is, illetve a Don Quijote-ból származó fejezet címe is.
2002-ben egy gyűjteményt adtak ki, Dial a Song címmel, az együttes alakulásának 20. évfordulójára.
A TMBG szerezte a Már megint Malcolm című sorozat főcímdalát is.
A Why Does The Sun Really Shine? (magyarul: Miért ragyog valójában a Nap?) című daluknak két változata készült.

## Tagok
- John Flansburgh – ének, gitár (1982–napjainkig)
- John Linnell – billentyűs hangszerek (1982–napjainkig)
- Dan Miller – gitár, ének (1998–napjainkig)
- Danny Weinkauf – basszusgitár (1998–napjainkig)
- Marty Beller – dobfelszerelés, ütőhangszerek (2004–napjainkig)

## Diszkográfia
- They Might Be Giants (1986)
- Lincoln (1988)
- Flood (1990)
- Apollo 18 (1992)
- John Henry (1994)
- Factory Showroom (1996)
- Long Tall Weekend (1999)
- Mink Car (2001)
- No! (2002)
- The Spine (2004)
- Here Come the ABCs (2005)
- The Else (2007)
- Here Come the 123s (2008)
- Here Comes Science (2009)
- Join Us (2011)
- Nanobots (2013)
- Glean (2015)
- Why? (2015)
- Phone Power (2016)
- I Like Fun (2018)
- My Murdered Remains (2019)
- The Escape Team (2019)
- BOOK (2021)